# دراج جکسون
دراج جکسون (نام علمی: Pternistis jacksoni) نام یک گونه از سرده دراج‌های کبکی است.